# Sergiu Buș
Sergiu Florin Buș (n. 2 noiembrie 1992, Cluj-Napoca, România) este un fotbalist român, care joacă pe post de atacant la Hermannstadt în SuperLiga României. Pe plan internațional, are prezențe la națională pentru România Sub-21.
În luna iulie 2009, după ce echipa a-II-a a CFR Cluj s-a desființat, Sergiu a ajuns la echipa mare. Acesta a debutat la 27 august 2009 împotriva echipei FK Sarajevo, din Bosnia&Herțegovina, în preliminariile Europa League. Fratele său mai mare este Laurențiu Buș, campion al României cu Oțelul Galați.

## 2009-2010
În primul său sezon la profesioniști a debutat mai întâi în Europa League la vârsta de 16 ani și 10 luni, intrând astfel în top 5 cei mai tineri jucători români care au evoluat în cupele europene. Mai apoi a debutat și în Liga 1, împotriva echipei Poli Timișoara, fiind introdus pe teren în minutul 65 al partidei. Acesta a rămas singurul său meci în Liga 1 în acel sezon, dar surprinzător, în grupele Europa League a jucat în alte 3 partide, acumulând 34 de minute în total în această competiție prestigioasă.

## 2010-2011
În prima parte a sezonului a fost împrumutat la Unirea Alba-Iulia în Liga 2. În a doua parte a sezonului a revenit la CFR Cluj, unde a făcut parte din lotul echipei de 13 ori fiind titular de 8 ori, intrând pe parcursul partidei de 4 ori și rămânând pe banca de rezerve o singură dată. Singurul gol marcat în acel sezon a venit în ultima partidă a sezonului, împotriva echipei Steaua București.

## 2011-2012
În acest sezon tânărul jucător a fost împrumutat la FCM Târgu-Mureș, unde a făcut parte din lotul echipei de 27 de ori, dintre care a fost titular în 6 meciuri, a intrat pe parcursul partidei de 16 ori și a rămas pe banca de rezerve de 5 ori. A marcat 6 goluri în acest an, având o medie de un gol la 142 de minute. În același sezon, la doar 19 ani a făcut parte din lotul echipei naționale a României U21 de 5 ori, fiind titular 1 singură dată, introdus pe teren pe parcursul partidei de 2 ori și rămânând pe banca de rezerve de 2 ori.

## 2012-2013
La începutul sezonului jucătorul român a fost împrumutat la Gaz Metan Mediaș unde în primele 6 etape a bifat 3 prezențe și a rămas pe banca de rezerve o singură dată. Din etapa a 7 a acesta a fost rechemat de CFR Cluj, pentru a-l înlocui pe accidentatul Ronny. Aici a jucat 6 partide reușind să marcheze 2 goluri și a rămas pe banca de rezerve până la finalul meciului de 3 ori.

## Palmares
CFR Cluj
- Liga I (2): 2009–10, 2021–22